# Faustin Bentaberry
 (octobre 2015).
Faustin Bentaberry est un musicien, danseur et chorégraphe basque né le 16 août 1869 à Ispoure et mort le 21 février 1936 à Antignac.

## Biographie
Fils de forgeron, il naît à Ispoure en 1869. Issu d'une famille de ménétriers, Faustin Bentaberry, communément appelé « Faustin », se lance dans l'aventure musicale vers l'âge de 17 ans (aidé probablement par son parrain, Faustin Claverie, violoniste de talent).
Il délaisse le travail de la forge pour conserver ses doigts en bon état pour le maniement des instruments de musique. Sa passion de la musique le pousse à écouter, à s'informer, à copier, à annoter les airs et les pas de danses relatifs aux jauziak (sauts basques), à créer un orchestre (l'Orchestre Faustin) dont les performances seront connues et appréciées dans de nombreux villages du Pays basque intérieur. On le réclame de partout pour les mariages comme pour toutes les autres occasions festives. Le répertoire musical pour les bals comprend d'une part les airs de polka, de scottish, de mazurka, de valse, de fandango et de quadrilles joués avec le piston, le saxo, la basse, la batterie, la clarinette et la trompette, d'autre part, les sauts basques dans les variantes qu'il a réhabilitées (Millafrankarrak, Baztandarrak, Ainhoarrak, Alemanak etc.), joués avec le violon (arraita), de manière à pouvoir annoncer les pas. Faustin Bentaberry se fait pédagogue et transforme sa maison natale d'Ispoure - aujourd'hui Faustinenea - en véritable centre d'initiation aux sauts basques ; pendant des décennies d'innombrables jeunes gens viendront des villages voisins pour bénéficier des leçons du « maître » qui fondera des groupes de « volants » ou danseurs de sauts basques.
Apprécié par le curé de Valcarlos, il y animera les fêtes religieuses. Faustin manifestait un attachement très sensible aux habitants de Valcarlos qui, aujourd'hui encore, vénèrent sa mémoire. Le village de Valcarlos était réputé pour la qualité de la fête carnavalesque du libertimendia, qui se déroulait un dimanche choisi en accord avec le curé ; à cette occasion les « volants » de Valcarlos avaient coutume de défiler jusqu'à la place d'Arnéguy avant de se voir offrir, au retour, dans la cour du presbytère de Valcarlos, des biscuits et du vin, et d'y exécuter quelques danses.
Lorsqu'en 1929 il forme un groupe de huit danseurs chargés de représenter le folklore bas-navarrais à l'exposition internationale de Barcelone, quatre de ses danseurs sont originaires de Valcarlos : Régino Ayerra, Martin Etchart, Martin Cantero et Periko Garbayo. Deux ans auparavant, sur invitation de la Folk Dance Society, Faustin était parti en Angleterre au milieu d'une importante délégation de personnalités basques dont M. Boissel, conservateur du Musée basque, et de danseurs de Basse-Navarre, de Soule et du Guipuscoa, accompagnée par six « volants » : Martin Apeçarena, cultivateur, et Jean Baptiste Haramburu, meunier, d'Uhart-Cize, Bernard Arroçagaray, menuisier, Pierre Chiramberro, maçon, Martin Erguy, tanneur et Étienne Salla, facteur à Saint-Jean-Pied-de-Port.
Au cours d'autres voyages organisés sous le patronage du Musée basque, Faustin et ses danseurs seront applaudis à Paris, Saint-Sébastien, Vergara, Agen, Biarritz et Bayonne. Il séduit les grands esprits de son temps : ainsi, avant la Première Guerre mondiale, Edmond Rostand le fait appeler à plusieurs reprises dans sa propriété d'Amaga, à Cambo. La grande artiste Sarah Bernhardt, au cours d'un séjour chez l'auteur de L'Aiglon, manifeste un vif intérêt à l'égard de sa musique.
Le 15 février 1935, le ministre de l'Éducation nationale le nomme Officier des Palmes académiques, comme « mainteneur des traditions basques ».
Atteint d'un cancer, il meurt le 21 février 1936 à Antignac (Haute-Garonne)  après avoir souhaité que sa clarinette soit déposée près de son corps, dans le cercueil. Des funérailles religieuses marquent son enterrement auquel participent les koblaris de la région et une foule nombreuse.
Son fils Jean Bentaberry, né à Ispoure en 1895, mort à Luchon le 2 juillet 1973, trompettiste et chef d'orchestre, crée en 1945 l'Association des concerts populaires de Toulouse, et en 1946 l'orchestre de bal champêtre Jean Bentaberry, qui connaît un succès ininterrompu sur les ondes de la radio Toulouse-Pyrénées, dont il sera aussi secrétaire des émissions (directeur des programmes). Spécialisé dans la musique légère, son répertoire inclut beaucoup de musique et de danses basques.

## Commémorations
- Le groupe de danse Garaztarrak (créé en 1955) célébrera sa mémoire en 1979, en organisant « la journée de Faustin »
- Son nom sera également adopté pour désigner la salle polyvalente de la commune d'Ispoure.